# Percepció del temps
La percepció del temps és el conjunt de fenòmens mentals associats a la sensació del pas del temps i la seva concepció subjectiva, oposada al temps mesurat objectivament per aparells externs. Tot i que aquesta percepció té una base biològica, lligada al ritme circadiari i a la percepció externa dels canvis dels esdeveniments que poden suposar un perill o una oportunitat per a l'individu, la cultura i les emocions determinen fortament la consideració de la durada d'un període.

## Passat, present i futur
La memòria humana està lligada al passat, ja que hom considera que quelcom ha succeït en un temps pretèrit quan pot evocar-ho com a record, a diferència de les noves informacions, que són percebudes com a present, malgrat no ser-ho en sentit estricte (un cop arriben al cervell i són processades ja no són present, ja han passat, però la ment les considera com a tals. Pel que fa al futur, es basa en projeccions de la ment i es concep al mateix nivell que alguna cosa irreal, possible o de somni, perquè no pot existir per definició una percepció del futur.
En les cultures occidentals, hi ha forta correlació entre el temps i l'espai, relacionada amb la fletxa del temps. Es considera el futur allò que ha de venir i que està "davant" de l'individu, que és pres com a referència, mentre que el passat és el que queda darrere. Aquesta associació no és universal, com proven les paraules aimara per al temps, que lliguen futur i darrere i passat i davant, o bé la concepció oriental del temps cíclic, on no existeix el concepte d'avenç en el temps.
La concepció d'un esdeveniment com passat, present o futur té a veure amb l'ordre d'emmagatzematge. El cervell tendeix a ordenar temporalment els fets seguint una lògica de causalitat o precedència de l'estímul i també tendeix a buscar patrons d'ordre i ritme fins i tot en conjunts caòtics. El fet que la memòria a llarg termini sigui semàntica i, per tant, busqui la linealitat del llenguatge enfront de la percepció global sensorial influeix en aquesta cerca del patró correlatiu.

## Distorsions en la percepció del temps
La percepció del temps pot veure's distorsionada respecte a la realitat per diversos factors. En primer lloc estan les il·lusions temporals, relacionades amb els biaixos cognitius, com ara l'efecte kappa (un període es percep com més llarg si està lligat a un estímul espacial més llarg) o similars, que tenen a veure amb les lleis generals del cervell. La temperatura corporal afecta directament la percepció temporal; el temps passa més de pressa en un cos calent.
En un segon terme apareixen els sentiments, que poden alterar el temps, en el conegut efecte pel qual una estona on s'experimenta avorriment passa més a poc a poc que una on hom es diverteix. La secreció d'hormones, com l'adrenalina per respondre a possibles amenaces de manera més veloç, explica aquest fet, juntament amb els canvis d'atenció: si una persona està passant una bona estona no està atenta al marc temporal o espacial on té lloc aquesta sensació, mentre que l'atenció d'un individu avorrit vagareja pel marc en no tenir prou estímuls en l'acte en si. Una emoció negativa pot bloquejar el correcte judici del pas del temps.
Un tercer factor que cal prendre en consideració és l'edat. El temps passa més lentament com més jove és una persona, donat que cada interval representa un major percentatge de la seva vida ja experimentada i aquesta comparació és la que s'usa de base per al judici. A més a més, els infants han de processar més informació nova de l'entorn mentre que els adults s'enfronten a experiències ja repetides, que requereixen menys esforç cognitiu, no cal "aturar" l'instant per copsar-ne totes les dades.
La ingestió de drogues o malalties mentals com l'esquizofrènia, així com síndromes com el TDAH, distorsionen el sentit del temps, sembla que per la incorrecta regulació de la dopamina.